# Hertha Schwanhilde von Gumppenberg-List
Hertha Schwanhilde von Gumppenberg-List (* 13. Oktober 1897 in Bamberg, Oberfranken; † 4. Februar 1954 in New York City) war eine deutsche Grafikerin und Illustratorin.

## Leben
Hertha Schwanhilde war eine Tochter des Schriftstellers Hanns von Gumppenberg aus dessen Ehe mit der Lehrerin Helene Bondy (1868–1954), einer Tochter des Fabrikanten Ignaz Bondy († 1893) und der österreichischen Frauenrechtlerin Ottilie Bondy.
In den Jahren 1913 bis 1918 besuchte sie Königliche Kunstgewerbeschule München. Dort waren Richard Riemerschmid und Fritz Helmuth Ehmcke ihre Lehrer. Schon während ihres Studiums schuf sie Silhouettenschnitte. Nach dem Studium arbeitete sie unter anderem für die Nymphenburger Porzellan-Manufaktur und die Spirituosenfabrik Riemerschmid in München (Glas- bzw. Porzellanbemalung sowie Gravur). Auch trat sie durch Scherenschnitte für Notgeldscheine und als Buchillustratorin in Erscheinung. Auf der Deutschen Gewerbeschau München zeigte sie 1922 ein Bowlengefäß mit Gravuren.
1925 heiratete sie den Dirigenten und Kapellmeister Karl List (1902–1971), von dem sie sich in den 1930er Jahren scheiden ließ. Wegen der jüdischen Herkunft ihrer Mutter, die sie für den NS-Staat zur „Halbjüdin“ machte und der Verfolgung nach den Nürnberger Gesetzen aussetzte, emigrierte sie 1938 mit ihrem Sohn Tobias in die Vereinigten Staaten. Dort arbeitete sie als Gebrauchsgrafikerin.